# Michelle Velzeboer
Michelle Catharina Velzeboer (9 marzo 2003) è una pattinatrice di short track olandese.

## Biografia
È figlia di Mark Velzeboer, che rappresentò i Paesi Bassi ai Giochi olimpici invernali di Albertville 1992, e nipote di Monique e Simone Velzeboer. Anche la sorella maggiore di Xandra Velzeboer pratica lo short track a livello internazionale.
Si è messa in mostra al Festival olimpico invernale della gioventù europea di Sarajevo 2019, competizione in cui ha vinto la medaglia di bronzo nei 1500 m, preceduta sul podio dell'italiana Elisa Confortola e dalla slovacca Petra Rusnáková, e nella staffetta mista.
Ha rappresentato i Paesi Bassi ai Giochi olimpici giovanili di Losanna 2020, dove ha vinto la medaglia d'argento nei 500 m, alle spalle della sudcoreana Seo Whi-min.
Agli europei di Danzica 2023 ha vinto l'oro nella staffetta 3000 m, con Selma Poutsma, Suzanne Schulting, Yara van Kerkhof e Xandra Velzeboer.

## Palmarès

### Mondiali
- 3 medaglie:
  - 2 ori (staffetta 3000 m a Seul 2023; staffetta 3000 m a Rotterdam 2024).
  - 1 bronzo (staffetta 3000 m a Pechino 2025)

### Europei
- 2 medaglie:
  - 1 oro (staffetta 3000 m a Danzica 2023).
  - 1 argento (staffetta mista 2000 m a Dresda 2025).

### Giochi olimpici giovanili
- 1 medaglia:
  - 1 argento (500 m a Losanna 2020).

### Festival olimpico della gioventù europea
- 2 medaglie:
  - 2 bronzi (1500 m, staffetta mista a Sarajevo 2019).